# Vieille-Église-en-Yvelines
Vieille-Église-en-Yvelines è un comune francese di 853 abitanti situato nel dipartimento degli Yvelines nella regione dell'Île-de-France.

## Società

### Evoluzione demografica
Abitanti censiti